# ヴェストハイム (ミッテルフランケン)
ヴェストハイム (ドイツ語: Westheim) は、ドイツ連邦共和国バイエルン州ミッテルフランケン行政管区のヴァイセンブルク＝グンツェンハウゼン郡に属す町村（以下、本項では便宜上「町」と記述する）である。この町はハーネンカム行政共同体に加盟している。

## 地理

### 位置
ヴェストハイムは西ミッテルフランケン地方ヴァイセンブルク＝グンツェンハウゼン郡西部に位置する。グンツェンハウゼンの南西約 14 km（直線距離）にあたり、フレンキシェ・アルプの連山ハーネンカムに近い。比較的大きな町としてはヴァッサートリューディンゲン (6 km)、エッティンゲン (7 km) がある。ヴェルニッツ川の支流ブルックバッハ川がこの町を流れている。町域を流れるこの他の川にはロートバッハ川があるが、特に北部には数多くの小川が存在する。南西部にはアウヴァルト・バイ・ヴェストハイム自然保護区がある。河畔林の中にはヴァイセンブルク＝グンツェンハウゼン郡の最西端がある。ヴェストハイムは北緯49度線に直接面している。

### 隣接する市町村
ヴェストハイムは、北はグノッツハイム、東はハイデンハイム、南はポルジンゲン、南西はハインスファルト、西はアウハウゼン、北西はヴァッサートリューディンゲンと境を接している。

### 自治体の構成
この町は5つのゲマインデタイル（小地区）からなる。
- ヒュッシンゲン
- オストハイム
- パーゲンハルト
- ロスマイアースドルフ
- ヴェストハイム

## 歴史

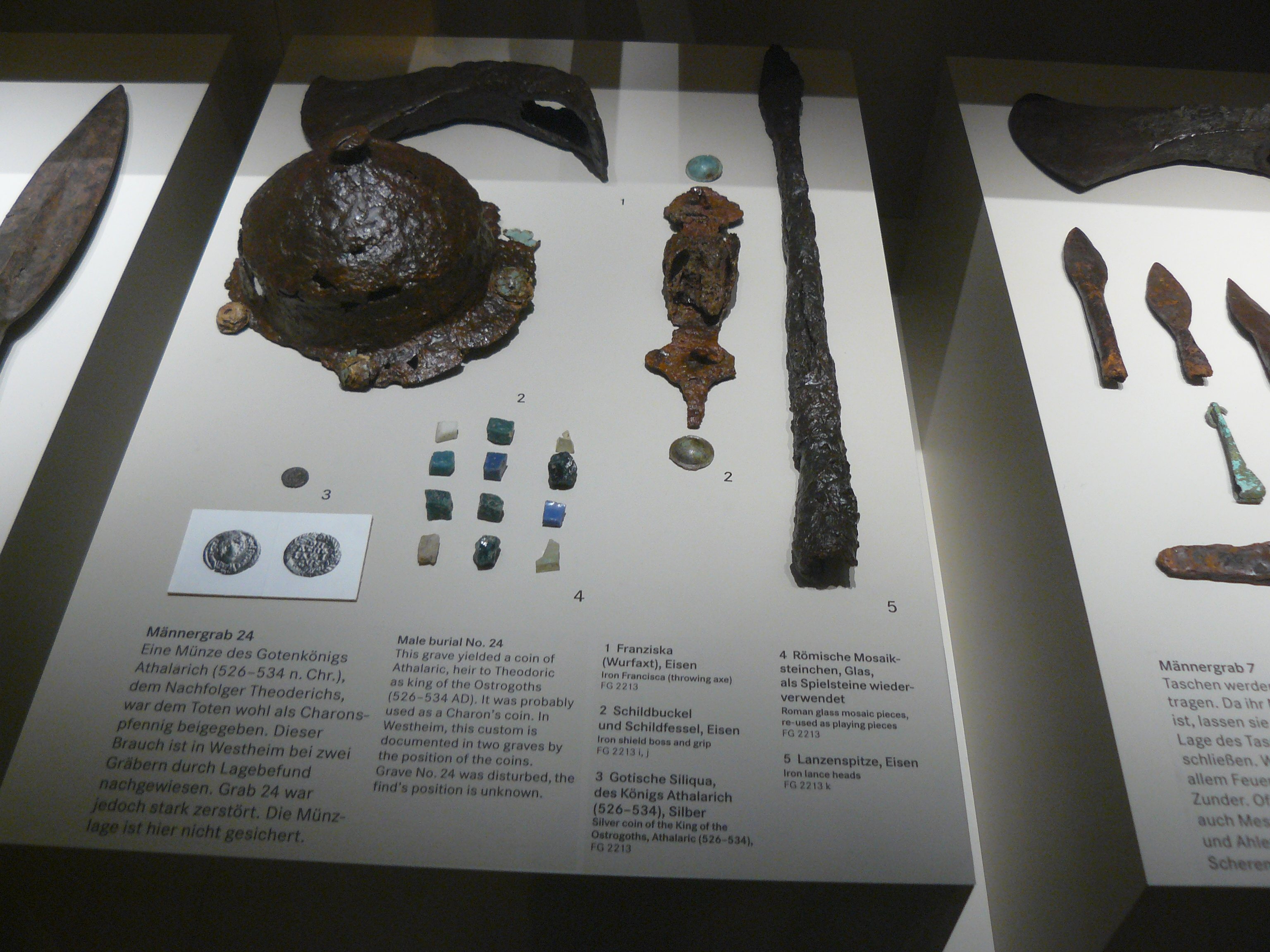
ヴェストハイムの墓地から出土した埋葬品

### 自治体の成立まで
ヴェストハイム内の、メロヴィング朝初期の3つの墓地のうちの1つがメールブックで発見された。これはミッテルフランケンで最も初期のフランク人の痕跡としてしばしば言及される。この墓地は現在のヴェストハイムと直接の関連はなく、河川盆地の上の古いローマ街道ガイルスハイム - ヒュッシンゲン線とグンツェンハウゼン - ネルトリンゲン線とが交差する高台に位置する集落であったことは確かである。元々、250体を超える男性、女性、子供の遺体と2頭の馬の遺体が埋葬されていた。この墓地は遅くとも6世紀初め（520年-530年頃）から、少なくとも7世紀後半まで使われていた。その後、南ドイツで埋葬の習慣が終わる前にこの集落は荒廃したと考えられる。大量のフランキスカやアンゴーといった典型的なフランク人の武器や、硬貨が輻輳された9基の墓が目を惹く。その中には3世紀ローマ帝国のデナリウス硬貨や、5枚の東ゴート王国のアタラリック、ウィティギス、トーティラの半シリカ硬貨が含まれている。これらはおそらくカロンの渡し賃として副葬された。
この他に、ヴェストハイムの街外れでは小さな中世の教会の遺構が発見されている。これは600年頃に建設され、ゾルンホーフェンのゾーラ＝バシリカとともにこの地域で最も古い教会に数えられている。この教会の復元が造られ、見学することができる。この教会の周囲には、かつてその墓地を利用する集落があったと考えられる。しかしヴェストハイムに王領が建設されたことで古い集落は重要性を失い、最終的には聖パンクラティウス教会の周りに建設された集落に取って代わられた。
ヴェストハイムは、1500年からフランケン帝国クライスに属し1792年にプロイセンに併合されたアンスバッハ侯領に属していた。1806年のライン同盟規約によりバイエルン領となった。バイエルンの行政改革に伴う1818年の自治体令により現在の自治体が成立した。

### 町村合併
バイエルン州の地域再編に伴って、1978年5月1日にヒュッシンゲンとオストハイムが合併した。

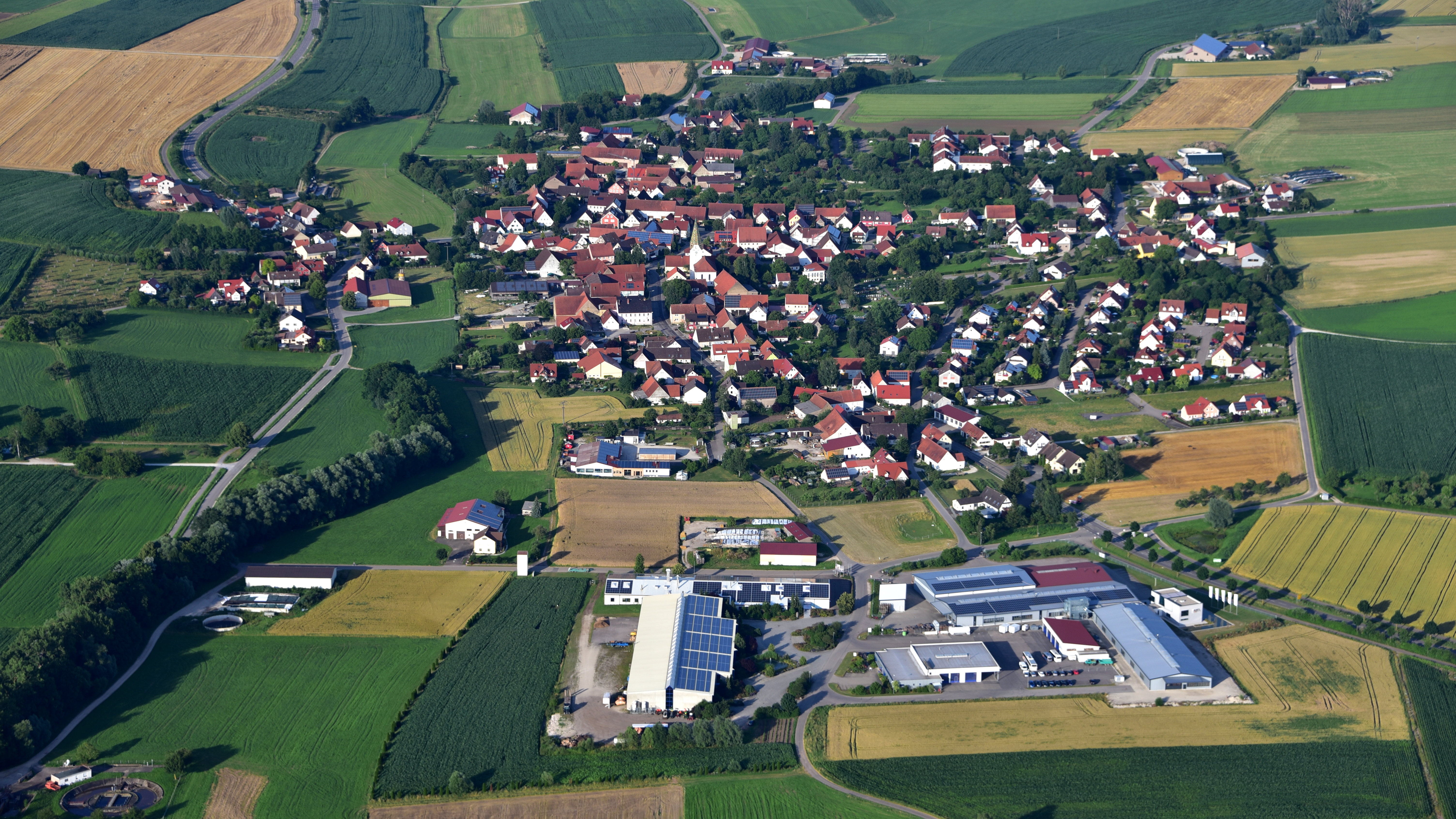
ヴェストハイムの町並み

## 住民

### 人口推移
ヴェストハイム集落
- 1910年: 661人[7]
- 1933年: 631人
- 1939年: 572人[8]
- 1961年: 625人[6]
- 1970年: 594人[6]
- 2008年: 978人

自治体としてのヴェストハイム（現在の町域にあたる地域）
- 1961年: 1339人[6]
- 1970年: 1246人[6]
- 1987年: 1208人
- 1991年: 1243人
- 1995年: 1254人
- 2000年: 1230人
- 2005年: 1189人
- 2010年: 1152人
- 2015年: 1141人[9]
- 2020年: 1178人[9]

## 行政

### 議会
ヴェストハイムの町議会は12議席で構成されている

### 首長
2020年に、当時第2町長であったヘルベルト・ヴァイゲルが 59.7 % の票を獲得して町長に選出された。

### 紋章
ヴェストハイムは、1965年7月26日から固有の紋章を用いている。
図柄: 黒地に、銀色の服を着て、右手に下に向けた銀の剣を持ち、左手に赤い編み靴が描かれた銀の旗を掲げる農民。
紋章の由来: 編み靴の旗を掲げる農民は1525年の農民戦争を連想させ、ヴェストハイムが蜂起の中心地としての役割を担ったことを示している。辺境伯軍と戦った農民指導者の一人はヴェストハイム出身であった。銀と黒の配色は、アンスバッハ侯領に属していたことを示している。

## 経済と社会資本
2020年のこの町の税収は約123万4千ユーロであった。このうち約39万8千ユーロが産業税であった。
公式統計によれば、2020年にこの町で働く社会保険支払い義務のある就労者は290人であった。また、この町に住む社会保険支払い義務のある就労者は合計511人であった。2016年現在、42件の農家があり、農業用地の面積は1,850ヘクタールであった。このうち、1,357ヘクタールが耕作地、485クタールが牧草地などの緑地であった。

### 交通
グンツェンハウゼンからネルトリンゲンへ向かう連邦道466号線がヴェストハイムを貫いている。アウハウゼンへの接続道路である郡道 WUG 30号線はヒュッシンゲンへ向かう。

### 教育
幼稚園 1園: 2021年現在、定員62人、在籍園児数54人。

## 関連図書
- Johann Kaspar Bundschuh (1804). “Westheim”. Geographisches Statistisch-Topographisches Lexikon von Franken. Band 6: V–Z. Ulm: Verlag der Stettinischen Buchhandlung. p. 202 2022年5月24日閲覧。
- Gottfried Stieber (1761). “Westheim”. Historische und topographische Nachricht von dem Fürstenthum Brandenburg-Onolzbach. Schwabach: Johann Jacob Enderes. pp. 941–944 2022年5月24日閲覧。